# Кафява якамара
Кафявата якамара (Brachygalba lugubris) е вид птица от семейство Galbulidae.

## Разпространение
Видът е разпространен в Боливия, Бразилия, Венецуела, Гвиана, Еквадор, Колумбия, Перу, Суринам и Френска Гвиана.